# Shin Eun-jung
Shin Eun-jung (3 de enero de 1974) es una actriz surcoreana.

## Biografía
Estudió en el Instituto de las Artes de Seúl, donde se graduó con una licenciatura en teatro.
El 18 de octubre de 2008, contrajo matrimonio con el actor Park Sung-woong, la pareja tiene un hijo juntos, Park Sang-woo.

## Carrera
Es miembro de la agencia "Popeye Entertainment".
Ha interpretado papeles de apoyo en dramas de televisión, tales como The Legend (2007), East of Eden (2008) y Faith (2012).
En mayo del 2018 se unió al elenco recurrente de la serie Lawless Lawyer, donde interpretó el papel de Choi Jin-ae.

## Filmografía

### Películas
| Año  | Título                     | Rol                           | Ref.   |
| ---- | -------------------------- | ----------------------------- | ------ |
| 2001 | Ahmijimong                 | Eun-jung                      |        |
| 2002 | Over the Rainbow           | Young-mi                      |        |
| 2002 | Fox Rain                   |                               |        |
| 2007 | Two Faces of My Girlfriend | Sang-hee                      |        |
| 2009 | Possessed                  | esposa del detective Tae-hwan |        |
| 2016 | Canola                     | Myeong-ok                     |        |
| 2024 | La niña de mis ojos        | Madre de Jin-woo              | [ 10 ] |

### Serie de televisión
| Año     | Título                                              | Rol                             | Red       | Notas                    |
| ------- | --------------------------------------------------- | ------------------------------- | --------- | ------------------------ |
| 1998    | Shadows of an Old Love                              |                                 | SBS       |                          |
| 1998    | Spring After Winter                                 | Jung Soo-jin                    | SBS       |                          |
| 1998    | Song of the Wind                                    |                                 | SBS       |                          |
| 1999    | Hometown of Legends - "Jae-in's Wife"               | Som-som-yi                      | KBS2      |                          |
| 1999    | KAIST                                               | Shin Nam-hee                    | SBS       |                          |
| 1999    | Days of Delight                                     | Gong Moon-ja                    | MBC       |                          |
| 2000    | The More I Love You                                 | Han Shin-hye                    | MBC       |                          |
| 2000    | Roll of Thunder                                     | segunda esposa de Heo Gyun      | KBS2      |                          |
| 2001    | Three Friends                                       | invitada                        | MBC       |                          |
| 2001    | Ladies of the Palace                                | Reina Inseong                   | SBS       |                          |
| 2001    | MBC Best Theater - "Fish at the End of the Sea"     | Yeon-jung                       | MBC       |                          |
| 2003    | The King's Woman                                    | Kang-ah                         | SBS       |                          |
| 2003    | Like a Flowing River                                | So-ra                           | SBS       |                          |
| 2004    | Jang Gil-san                                        | madre biológica de Jang Gil-san | SBS       |                          |
| 2004    | MBC Best Theater - "But Remember"                   | Soo-hyun                        | MBC       |                          |
| 2004    | Drama City "Cruel Fairytale"                        | Min-hee                         | KBS2      |                          |
| 2004    | True Story: Crime and Punishment                    | fiscal                          | MBC       |                          |
| 2004    | Lotus Flower Fairy                                  | Kang Joon-young                 | MBC       |                          |
| 2004    | Terms of Endeartment                                | Baek Min-joo                    | KBS2      |                          |
| 2007    | The Legend                                          | Dalbi                           | MBC       |                          |
| 2008    | Formidable Rivals                                   | Kang Soo-ryun                   | KBS2      |                          |
| 2008    | East of Eden                                        | Yoo Mi-ae/Rebecca               | MBC       |                          |
| 2009    | Tae-hee, Hye-kyo, Ji-hyun                           |                                 | MBC       | (cameo)                  |
| 2010    | Pure Pumpkin Flower                                 | Oh Kyung-bok                    | SBS       |                          |
| 2011    | Gyebaek                                             | Reina Seonhwa                   | MBC       | (cameo)                  |
| 2011    | Saving Mrs. Go Bong-shil                            | Lee Jung-yeon                   | TV Chosun | (cameo)                  |
| 2012    | Daddy's Sorry                                       | Hee-sook                        | TV Chosun |                          |
| 2012    | Faith                                               | Hwasuin                         | SBS       |                          |
| 2014    | Inspiring Generation                                | Kim Sung-deok                   | KBS2      |                          |
| 2014    | Bride of the Century                                | Ma Jae-ran                      | TV Chosun |                          |
| 2014    | Endless Love                                        | Gyeong-ja                       | SBS       | [ 11 ]                   |
| 2014    | Reset                                               | jefa de sección Han             | OCN       |                          |
| 2014    | Single-minded Dandelion                             | Choi Joo-hee                    | KBS2      | (cameo)                  |
| 2014    | Misaeng                                             | Sun Ji-young                    | tvN       |                          |
| 2015    | Hyde Jekyll, Me                                     | Kang Hee-ae                     | SBS       |                          |
| 2015    | Splendid Politics                                   | Reina Inmok                     | MBC       | [ 12 ]                   |
| 2016    | Working Mom Parenting Daddy                         | Yoon Jeong-hyun                 | MBC       |                          |
| 2016-17 | Solomon's Perjury                                   | Maestra Kim                     | JTBC      |                          |
| 2017    | Rebel: Thief Who Stole the People                   | Geum-ok                         | MBC       |                          |
| 2017    | Bad Thief, Good Thief                               | Min Hae-won                     | MBC       |                          |
| 2017    | While You Were Sleeping                             | Kim Joo-young                   | SBS       | (participación especial) |
| 2018    | Lawless Lawyer                                      | Choi Jin-ae                     | tvN       |                          |
| 2021    | Like Butterfly                                      | Ae-ran                          | tvN       |                          |
| 2022    | Dr. Park's Clinic (Internal Medicine Director Park) | Sunwoo Soo-Ji                   | TVING     | [ 13 ]                   |
| 2023    | Queen of the Mask                                   | Joo Yoo-jung                    | Channel A | [ 14 ] [ 15 ]            |
| 2023-24 | Entre él y ella                                     | Choi Myung-sook                 | Channel A | [ 16 ]                   |
| 2024    | Borrador de malos recuerdos                         | Song Mi-seon                    | MBN       | [ 17 ] [ 18 ]            |

### Espectáculos de variedades
| Año  | Título                     | Red    | Notas       |
| ---- | -------------------------- | ------ | ----------- |
| 2013 | MasterChef Korea Celebrity | O'live | Concursante |

## Premios y nominaciones
| Año  | Premio           | Categoría                                          | Nominación       | Resultado |
| ---- | ---------------- | -------------------------------------------------- | ---------------- | --------- |
| 2008 | MBC Drama Awards | Premio de oro, actriz de reparto                   | Al este del Edén | Ganadora  |
| 2012 | SBS Drama Awards | Premio actuación especial, actriz en una miniserie | Faith            | Nominada  |